# Caloptilia eolampis
Caloptilia eolampis là một loài bướm đêm thuộc họ Gracillariidae. Nó được tìm thấy ở Guyana.